# Niob
Niob (tidigare på engelska columbium Cb) har kemiskt tecken Nb och är ett mycket sällsynt metalliskt grundämne som tillhör övergångsmetallerna. 

## Historik
Niob upptäcktes första gången 1801 av Charles Hatchett, genom framställning av niob(V)oxid ur det niobrika mineralet columbit. Han kallade det nyupptäckta ämnet columbium, efter upptäcktens anknytning till Amerika. John Winthrop hade sänt en samling mineral till Hans Sloane i England. Vid Sloanes död 1753 tillföll samlingen British Museum, där Hatchett nästan 50 år senare fick i uppdrag att identifiera och katalogisera mineralerna.
Man trodde länge att ämnet var identiskt med tantal, upptäckt 1802 av Anders Gustaf Ekeberg. William Hyde Wollaston hade 1809 analyserat både columbit och tantalit och dragit slutsatsen att tantal är identiskt med columbium. Heinrich Rose visade 1844 att så inte var fallet och gav det lättare ämnet namnet niobium. Metallen framställdes av den svenske kemisten Christian Wilhelm Blomstrand 1864 genom att upphetta niobklorid i vätgas.
Namnet niob kommer av Niobe, Tantalus dotter i den antika grekiska mytologin, och gavs på grund av ämnets likhet med tantal. Namnet niob (Nb) accepterades på den europeiska kontinenten, men i USA fortsatte man länge att kalla metallen columbium (Cb). I Storbritannien användes båda namnen. Först 1949 beslöt International Union of Pure and Applied Chemistry att niob skulle gälla för hela världen.

## Separation av niob från tantal
Flera niobhaltiga mineral innehåller förutom grundämnet niob även en varierande halt av grundämnet tantal. Dessa två grundämnen är kemiskt mycket lika och därmed svåra att separera. De kan dock skiljas åt med olika metoder. Traditionellt har framför allt två metoder använts. Den första bygger på att man överför niob och tantal till klorid-form (NbCl5 respektive TaCl5) varefter de skiljs och renas genom destillation. Den andra metoden bygger på fraktionerad kristallisation där metallerna överförs till fluoridform med fluorvätesyra och kaliumfluorid. Tantal bildar kaliumfluorotantalat (K2TaF7) som kristalliseras ut medan niob bildar ett oxifluoroniobat med högre löslighet som inte kristalliserar förrän pH ändras. Denna metod kom dock i mitten av 1900-talet att ersättas av metoder som bygger på vätskeextraktion. Det kan t.ex. ske genom att mineral med de båda ämnena löses i till exempel fluorvätesyra, extraheras över till en organisk fas av t.ex. metylisobutylketon, tributylfosfat eller 1-oktanol, och därefter selektivt extraheras tillbaka till en vattenfas och sedan fälls ut t.ex. med hjälp av kaliumfluorid eller ammoniak. Denna princip har sedan vidareutvecklats till metoder där faserna separeras med membran.

## Förekomst

### Columbit
Columbit är en viktig niobmalm. I denna är niob ofta förenat med järn (Fe) och mangan (Mn), utöver syre (O): (Fe,Mn)Nb2O6. Föreningen med järn kallas ferrocolumbit (järncolumbit), niobit eller columbit-(Fe), med mangan manganocolumbit eller columbit-(Mn).
Järncolumbit finns tillsammans med  kryolit, på Grönland och i Norge, liksom tillsammans med granit på flera platser i såväl Europa som Nordamerika. Järnkolumbit bildar svarta, rombiska kristaller.
En columbitrik malm är coltan (columbit-tantalit), där columbiten bildat en fast lösning med det likartade tantal-rika mineralet tantalit ((Fe,Mn)Ta2O6).

### Euxenit
Ett annat mineral, som innehåller niob är euxenit, där även terbium ingår.

### Sövit
Ytterligare ett mineral med niobinnehåll är Sövit. Det bröts på 1950-talet i Norge fram till 1963 för att framställa niob för USA:s militära kärnvapen- och raketutvecklingsprogram.

## Niobföreningar
- Nioboxider, Nb2O5, Nb2O3

## Användning
Legeringar med niob används bland annat till extra starka svetsfogar och komponenter i jetmotorer.

## Niobgruvor
- Mrima Hill mine, Kenya
- Søve gruver, Norge (1942 till 1963)